# 토마호크 (도끼)

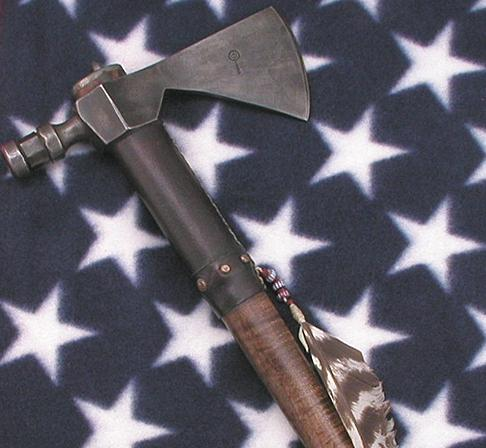
파이프 토마호크

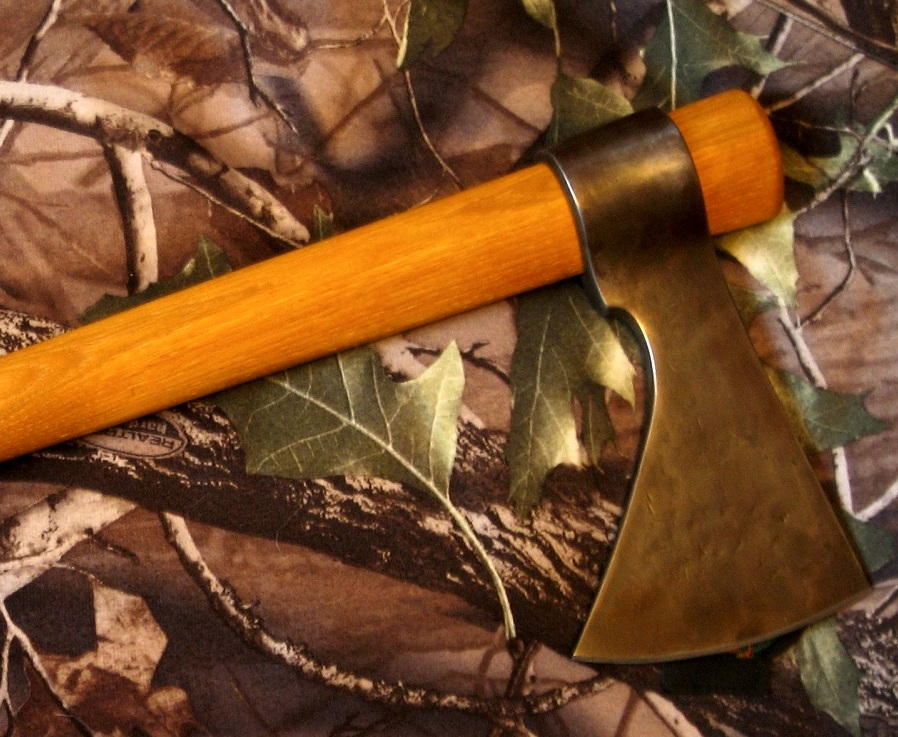
현대식 상업용 토마호크

토마호크(영어: Tomahawk←파우하탄어: tamahaac/tumahák에서 유래)는 북아메리카의 많은 원주민과 국가에서 사용하는 한손 도끼의 일종이다. 전통적으로 직선 샤프트가 있는 손도끼 와 비슷하다. 식민지 이전에 머리 부분은 돌, 뼈 또는 뿔로 만들어졌으며 나중에 유럽 정착민들은 철과 강철을 부착했다.
토마호크는 아메리카 원주민과 나중에는 그들이 거래한 유럽 식민지 사람들이 사용하는 범용 도구였으며 종종 손 대 손 무기로 사용되었다. 금속 토마호크 머리 부분은 원래 왕립 해군 탑승용 도끼 (적대적인 선박에 탑승할 때 탑승용 그물을 뚫기 위해 고안된 경량 손도끼)를 기반으로 했으며 아메리카 원주민과 식량 및 기타 공급품으로 사용되었다.